# Odontria monticola
Odontria monticola är en skalbaggsart som beskrevs av Thomas Broun 1912. Odontria monticola ingår i släktet Odontria och familjen Melolonthidae. Inga underarter finns listade i Catalogue of Life.